# 영화처럼 청혼하는 세 가지 방법
《영화처럼 청혼하는 세 가지 방법》은 MBC에서 1998년 11월 13일에 방영된 베스트극장이다. 잊을 수 없는 청혼의 순간을 옴니버스 형식의 세 가지 사랑 이야기로 꾸몄다.

## 줄거리
제1화 〈세상에서 가장 특별한 선물〉에서는 오래된 친구이자 연인이 청혼하기까지 펼치는 즐거운 사랑 싸움이 시작된다. 제2화 〈빨간 구두를 신어 보세요〉에서는 자신감이 없는 한 여자가 직접 청혼하기까지 변화하는 모습을 그린다. 제3화 〈고공에서의 청혼〉에서는 마음에 그늘이 있는 한 여자를 사랑하는 남자의 끈질기고 기막힌 청혼 방법을 보여 준다.

## 등장 인물

### 제1화 세상에서 가장 특별한 선물
- 김선아 : 승혜 역
- 김호진 : 인규 역
- 한영숙
- 황진영
- 김승수
- 최윤정
- 손소영
- 윤현정

### 제2화 빨간 구두를 신어 보세요
- 방은희 : 양 선생 역
- 정재환 : 현목 역
- 박종관
- 이선애
- 권인선

### 제3화 고공에서의 청혼
- 김혜수 : 정아 역
- 유준상 : 석원 역
- 송경희
- 김현수
- 박정숙
- 박형선